# Росош (Люблінське воєводство)
Росош (пол. Rososz) — село в Польщі, у гміні Рики Рицького повіту Люблінського воєводства.
Населення — 954 особи (2011).
У 1975-1998 роках село належало до Люблінського воєводства.

## Демографія
Демографічна структура станом на 31 березня 2011 року:
|          | Загалом | Допрацездатний вік | Працездатний вік | Постпрацездатний вік |
| -------- | ------- | ------------------ | ---------------- | -------------------- |
| Чоловіки | 474     | 101                | 312              | 61                   |
| Жінки    | 480     | 93                 | 256              | 131                  |
| Разом    | 954     | 194                | 568              | 192                  |